# كيسي جونز (مهندس سكك حديدية)
كيسي جونز (بالإنجليزية: Casey Jones)‏ هو مهندس سكك حديدية ‏ أمريكي، ولد في 14 مارس 1863 في ميزوري في الولايات المتحدة، وتوفي في 30 أبريل 1900 في Vaughan, Mississippi ‏ في الولايات المتحدة.

## وصلات خارجية
- كيسي جونز على موقع الموسوعة البريطانية (الإنجليزية)
- كيسي جونز على موقع إن إن دي بي (الإنجليزية)